# Giovanni Marco
Giovanni Marco è nominato negli Atti degli Apostoli come un compagno di viaggio di Paolo e Barnaba. Tradizionalmente è identificato con Marco evangelista.

## Nella Bibbia
Giovanni Marco è menzionato in Atti 12.12, Atti 12:25, Atti 13:5, Atti 13:13 e in 15:37-40.
Da questi brani si può evincere che la madre di Giovanni, Maria, avesse a Gerusalemme una grande casa, dove Pietro si recò dopo essere stato liberato dal carcere; che Giovanni aiutò Paolo e Barnaba nel loro primo viaggio missionario a Cipro e fino a Perga in Panfilia, ma poi tornò a Gerusalemme; e quella successiva controversia sulla ricezione di Giovanni Marco portò Paolo e Barnaba a separarsi, allorché Barnaba riportò Marco a Cipro e da allora in poi entrambi scomparvero dalla narrazione degli Atti.
Le ragioni della partenza di Giovanni Marco per Gerusalemme e il successivo disaccordo tra Paolo e Barnaba sono state oggetto di molte speculazioni. Il biblista Matthew Henry, ad esempio, suggerì che Giovanni Marco fosse partito "senza la conoscenza [di Barnaba e Paolo], o senza il loro consenso". Tuttavia, le informazioni disponibili sono troppo esigue per assumere come certa qualsiasi spiegazione.
Alcuni studiosi sostennero che il ritratto negativo di Giovanni Marco negli Atti è una polemica contro il presunto autore del Vangelo di Marco, la fonte principale di quello di Luca. Adela Collins suggerisce: "Dato che l'autore di Atti ha anche scritto il Vangelo secondo Luca, potrebbe essere che questo ritratto critico avesse lo scopo di minare l'autorità del secondo Vangelo". Michael Kok osserva che "il Vangelo di Marco era un po' imbarazzante per i raffinati gusti letterari e teologici di un cristiano colto come Luca".

## Identificazione
Era costume per gli ebrei del periodo portare sia un nome semitico come Giovanni (in ebraico: Yochanon) che un nome greco-romano come Marco. Ma poiché Giovanni era uno dei nomi più comuni tra gli ebrei palestinesi, e Marco era il più comune nel mondo romano, è necessaria cautela nell'identificare Giovanni Marco con qualsiasi altro Giovanni o Marco.
Le fonti antiche infatti distinguono coerentemente Giovanni Marco dagli altri Marco del Nuovo Testamento e lo chiamano Vescovo di Biblo.
Giovanni Marco non fu identificato nell'antichità con nessun altro Giovanni, a parte rare ed esplicite speculazioni.
Le fonti medievali, d'altra parte, consideravano sempre più tutti i riferimenti del Nuovo Testamento a Marco come riferiti a Marco evangelista; molti studiosi moderni sono stati d'accordo nel vedere un unico Marco. Il fatto stesso che vari scritti potessero riferirsi semplicemente a Marco senza ulteriori precisazioni fu visto come un riferimento ad un solo Marco.
In primo luogo c'è Marco, cugino di Barnaba, citato da Paolo come "compagno di lavoro" nella chiusura di tre epistole (Filemone 24, Colossesi 4:10, 2 Timoteo 4:11). Nell'antichità era considerato un Marco distinto, Vescovo di Apollonia. Se invece questi due Marco devono essere identificati, il fatto che queste epistole siano state scritte dopo la partenza di Giovanni Marco con Barnaba negli Atti lascia supporre una riconciliazione successiva. Purtuttavia, la maggioranza degli studiosi, notando la stretta associazione di entrambi i Marco con Paolo e Barnaba, in effetti li considera probabilmente la stessa persona. I biblisti Samuel Rolles Driver e Charles Augustus Briggs hanno identificato Marco, cugino di Barnaba, con Giovanni Marco, così come John R. Donahue e Daniel J. Harrington.
Marco evangelista, invece, è noto solo dalla tradizione patristica, che lo associa solo a Pietro e non ne fa menzione in relazione a Paolo. Solo san Girolamo suggerisce che il Marco di cui parla Paolo possa essere l'evangelista. Ma gli studiosi moderni hanno notato che se Pietro fuggì a casa della madre di Giovanni Marco, i due uomini potrebbero aver avuto un'associazione di lunga data.
Una minoranza di studiosi moderni ha identificato Giovanni evangelista o Giovanni il Presbitero con Giovanni Marco.

## Fonti successive
Gli Atti di Barnaba, apparentemente un'opera apocrifa del V secolo, attribuiscono la propria paternità a Giovanni Marco e si presentano come la continuazione degli Atti degli Apostoli.
L'Encomium dell'apostolo San Barnaba, scritto da Alessandro il Monaco nel VI secolo, fornisce anche un ampio resoconto dell'attività di Barnaba e Giovanni Marco a Cipro. Dopo la morte di Barnaba, Giovanni Marco partì per Efeso, e il racconto proseguì poi identificandolo con Marco evangelista.